# 岩崎美紀子
岩崎 美紀子（いわさき みきこ、 1954年 - ）は、日本の政治学者。専門は、比較政治学・カナダ政治。筑波大学大学院人文社会科学研究科教授。

## 略歴
福岡県生まれ。津田塾大学学芸学部卒業後、ボルドー大学で修士の学位、およびモントリオール大学で博士の学位を取得（1984年）。

## 著書

### 単著
- 『カナダ連邦制の政治分析――連邦補助金をめぐる諸問題』（御茶の水書房, 1985年）
- 『カナダ現代政治』（東京大学出版会, 1991年）
- 『分権と連邦制』（ぎょうせい, 1998年）
- 『行政改革と財政再建――カナダはなぜ改革に成功したのか』（御茶の水書房, 2002年）
- 『比較政治学』（岩波書店, 2005年）
- 『「知」の方法論――論文トレーニング』（岩波書店, 2008年）
- 『二院制議会の比較政治学――上院の役割を中心に』（岩波書店, 2013年）

### 編著
- 『分権型社会を創る（7）市町村の規模と能力』（ぎょうせい, 2000年）